# Абдурахманов, Иса
Иса́ Абдурахма́нов (Абдурама́н) (крымскотат. İsa Abduraman, Иса Абдураман; 5 мая 1937, Евпатория) — крымскотатарский поэт, прозаик и переводчик. Заслуженный журналист Республики Узбекистан. Заслуженный работник культуры Автономной Республики Крым (2013). Пишет на крымскотатарском и узбекском языках.

## Биография
Иса Абдурамахманов родился 5 мая 1937 году в городе Евпатория. 7-летним ребёнком он был выслан с семьёй в Узбекистан. Детство Исы прошло на хлопковых полях. Писал со школьной скамьи, начиная 1961 года его стихи появляются на страницах газеты «Ленин байрагъы».
После окончания факультета узбекской и таджикской филологии Самаркандского государственного университета в 1967 И. Абдурамана приглашают на работу в газету «Ленин элу», а в 1979 году его принимают в Союз писателей СССР.
Его перу принадлежат такие произведения как «Гогерджилер» («Голуби»), «Чыракъ» («Свеча». 1972), «Танъ шавлеси» («Утренние лучи». 1976), «Нал» («Подкова». 1979), «Огълумнынъ кунеши» («Солнце моего сына». 1984), «Юректеки къыртыш» («Целина в сердце». 1988), ряд юмористических рассказов и повестей. «Янъы кунь, селям!» («Здравствуй, новый день!») — первая книга поэта, изданная после возвращения в Крым; на узбекском языке повести и рассказы «На крыльях мечты», «Улыбка Самарканда», «Хорошее настроение», «Найдите мою боль» и др.
Проживает в Симферополе.
Переводил произведения Т. Г. Шевченко на крымскотатарский язык.
Член Национального Союза писателей Украины. Заслуженый журналист Узбекистана (1992), Заслуженный работник культуры Автономной Республики Крым.